# Belgisch kampioenschap wielrennen op de weg

De Belgische kampioenentrui

Het Belgisch kampioenschap wielrennen is een jaarlijkse wielerwedstrijd in België waar gereden wordt voor de nationale titel. Het kampioenschap wordt verreden in verschillende categorieën. De winnaar krijgt een gouden medaille en het recht om voor het volledige jaar de Belgische kampioenentrui te dragen tijdens de wedstrijden van de respectievelijke categorie.

## Categorieën

### Heren
- Elite met contract
- Elite zonder contract
- Beloften
- Junioren
- Nieuwelingen eerstejaars
- Nieuwelingen tweedejaars
- Aspiranten
- Amateurs
- Masters a
- Masters b
- Masters c

### Dames
- Elite
- Junioren
- Nieuwelingen
- Aspiranten

### Verdwenen
- Heren nieuwelingen
- Heren onafhankelijken
- Heren profs b

### Andere
- Militairen